# Сжатобрюх голенастый
Сжатобрюх голенастый (лат. Sympetrum tibiale) — вид насекомых из семейства настоящих стрекоз.

## Описание
Длина: брюшко 32—39 мм, заднее крыло 22—32 мм. Задний край переднегруди с крупным, почти вертикальным выступом, покрытым длинными волосками. Брюшко самцов красное, а у самок жёлтое. У обоих полов жилки на крыльях чёрного цвета, последняя предузелковая жилка неполная. Основание задних крыльев без жёлтого пятна или с маленьким жёлтым пятном, имеющим расплывчатые края.

## Ареал
Ареал узкой полосой проходит от Северного Кавказа до Западной Монголии, наиболее северные нахождения известны Восточном Казахстане и в Туве, наиболее южные находки лежат в Центральной Азии (Кашгарии), наиболее обычен в Южном Казахстане. На Северном Кавказе вид был отмечен в Краснодарском крае (с черноморского побережья из окрестностей Новороссийска и Геленджика), Ставропольском крае, Кабардино-Балкарии, Дагестане.

## Биология
Время лёта во второй половине лета и в первой половине осени. Встречается вблизи рек, ручьев, опушек леса. Полет стрекоз стремительный, почти парящий. Яйца откладываются самками на водную растительность, паря над водой и делая серию коротких опусканий яйцеклада в воду. Личинка бурая, длиной 16—17,5 мм, с немного расширенным брюшком, боковые лопасти маски с 10—12 длинными щетинками. Личинки предпочитают стоячие и медленно текущие водоёмы: заводи рек, озера, карьеры, предпочитая водоемы с чистой водой, сильно заросшие водной растительностью. Личинки очень чувствительны к чистоте воды и не переносят даже незначительное загрязнения. Развитие длится один год.